# Rivière Saint-Louis (rivière Valin)
Pour les articles homonymes, voir Rivière Saint-Louis.
La rivière Saint-Louis est un affluent de la rivière Valin, coulant sur la rive Nord-Ouest du fleuve Saint-Laurent, dans le territoire non organisé du Mont-Valin et la municipalité de Saint-David-de-Falardeau, dans la municipalité régionale de comté de Le Fjord-du-Saguenay, dans la région administrative de Saguenay-Lac-Saint-Jean, dans la Province de Québec, au Canada.
La route forestière R0201 dessert la majeure partie du bassin versant de la rivière Saint-Louis, pour les besoins de la foresterie et des activités récréotouristiques. L’embouchure de la cette rivière se déverse à la limite Nord-Ouest du parc national des Monts-Valin,,.
La foresterie constitue la principale activité économique du secteur ; les activités récréotouristiques, en second.
La surface de la rivière Saint-Louis est habituellement gelée de la fin novembre au début avril, toutefois la circulation sécuritaire sur la glace se fait généralement de la mi-décembre à la fin mars.

## Géographie
Les principaux bassins versants voisins de la rivière Saint-Louis sont :
- Côté Nord : rivière Nisipi, rivière Shipshaw, rivière de la Tête Blanche, lac Onatchiway, Petit lac Onatchiway ;
- Côté Est : lac Martin-Valin, rivière Sainte-Marguerite, bras du Nord, lac Moncouche ;
- Côté Sud : rivière Valin, rivière Shipshaw, rivière aux Outardes, bras du Nord, bras des Canots, bras de l'Enfer, bras Fournier ;
- Côté Ouest : bras des Canots, lac La Mothe, rivière Étienne, lac Tchitogama, rivière Blanche, rivière Shipshaw, rivière Péribonka[2].

La rivière Saint-Louis prend sa source d’un lac non identifié (longueur : 1,7 m ; altitude : 691 m). Un sommet de montagne situé au Sud-Ouest atteint 800 m d’élévation. Cette source est située dans le territoire non organisé de Mont-Valin à :
- 2,0 km à l’Ouest du lac Moncouche ;
- 18,7 km au Sud-Ouest du lac Poulin-De Courval ;
- 24,2 m) à l’Est d’une baie du lac La Mothe lequel est traversé vers le Sud par la rivière Shipshaw ;
- 38,9 km au Nord de l’embouchure de la rivière Valin (confluence avec la rivière Saguenay)[2],[5].

À partir du lac de tête, la rivière Saint-Louis coule sur 48,9 km, entièrement en zone forestière, selon les segments suivants :
Cours supérieur de la rivière Saint-Louis (segment de 28,6 km)
- 2,9 km vers le Nord, puis vers l’Ouest en traversant le lac Croteau (longueur : 1,6 km ; altitude : 627 m) sur sa pleine longueur jusqu’à son embouchure ;
- 3,5 km vers l’Ouest, jusqu’à un coude de rivière ;
- 5,6 km vers le Sud-Ouest en serpentant, jusqu’au ruisseau Céline (venant du Nord) ;
- 16,6 km vers le Sud-Ouest, puis le Sud en recueillant Le Gros Ruisseau en fin de segment et en serpentant jusqu’au ruisseau des femmes (venant de l’Est) ;

Cours inférieur de la rivière Saint-Louis (segment de 20,3 km)
- 10,5 km vers le Sud-Est en recueillant le ruisseau à Vimy (venant de l’Ouest) et le ruisseau Alcide (venant de l’Ouest), jusqu’au ruisseau à la Raquette (venant du Nord-Est) ;
- 5,3 km vers le Sud en traversant la Chute à Savard en fin de segment, jusqu’au ruisseau Savard (venant de l’Ouest) ;
- 4,5 km vers le Sud-Est en entrant dans la municipalité de Saint-David-de-Falardeau et en formant une boucle vers le Nord-Est en fin de segment, jusqu’à l’embouchure de la rivière[2].

La rivière Saint-Louis se déverse au fond d’une petite baie sur la rive Ouest de la rivière Valin. Cette embouchure est située à :
- 23,4 km au Sud-Est du lac La Mothe lequel est traversé par la rivière Shipshaw ;
- 21,7 km au Nord du centre-ville de Saguenay ;
- 14,9 km au Nord de l’embouchure de la rivière Valin ;
- 100,8 km à l’Ouest de l’embouchure de la rivière Saguenay (confluence avec le fleuve Saint-Laurent)[2],[6].

## Toponymie
Le terme « Saint-Louis » constitue un patronyme de famille d’origine française.
Le toponyme de « rivière Saint-Louis » a été officialisé le 5 décembre 1968 à la Banque des noms de lieux de la Commission de toponymie du Québec.